# Уэст-Сомерсет
Уэст-Сомерсет (англ. West Somerset) — неметрополитенский район (англ. non-metropolitan district) в графстве Сомерсет (Англия). Административный центр — деревня Уиллитон.

## География
Район расположен в западной части графства Сомерсет вдоль побережья Бристольского залива, граничит с графством Девон.

## История
Район был образован 1 апреля 1974 года в результате объединения городских районов (англ. Urban district) Майнхед и Уотчет и сельских районов (англ. Rural District) Далвертон и Уиллитон.

## Состав
В состав района входят 3 города:
- Далвертон
- Майнхед
- Уотчет

и 39 общин (англ. civil parish).